# Liu He
Liu He chiń. 劉賀, (albo Changyi Wang He, 昌邑王賀) (ur. ?, zm. 59 p.n.e.) – cesarz Chin z dynastii Han, panujący przez 27 dni pomiędzy 18 lipca a 14 sierpnia 74 p.n.e.

## Życie
Liu He był wnukiem cesarza Wudi, a jego apanażem było królestwo Changyi (dzis. Szantung). Po śmierci cesarza Zhaodi w 74 p.n.e. faktycznie sprawujący władzę w państwie Huo Guang, mimo tego że żyło jeszcze trzech synów Wudi, wezwał właśnie Liu He do zajęcia cesarskiego tronu. Ten przybył z niezwykłą szybkością, szybko wzbudził jednak zażenowanie swoją nieumiejętnością właściwego zachowywania etykiety, w szczególności zaś żałoby po poprzedniku. Huo Guang doszedł do wniosku że nie nadaje się on na swój urząd i zmusił dostojników cesarstwa do napisania memoriału, w którym oskarżyli go m.in. o niezachowywanie żałoby po poprzednim cesarzu, nadużywanie cesarskich pieczęci, utrzymywanie kontaktów seksualnych z kobietą służącą niegdyś Zhaodi oraz sprzeniewierzanie państwowych funduszy i wydanie szeregu sprzecznych z rozsądkiem lub moralnością rozkazów. Memoriał ten został odczytany w obecności cesarzowej wdowy Shangguan – 15-letniej wnuczki Huo Guanga, która wyraziła swoje oburzenie i zaakceptowała zdjęcie Liu He z tronu. W razie śmierci cesarza cesarzowa wdowa miała prawo do wydawania odpowiednich rozkazów aż do objęcia tronu przez następnego cesarza i na tej podstawie operacja przedsięwzięta przez Huo Guanga miała uzyskać chociaż pozory legalności. Huo Guang mimo protestów Liu He zabrał mu pieczęć cesarską i przekazał ją cesarzowej wdowie. Liu He został następnie odesłany z powrotem do Changyi, jednak nie przywrócono mu dawnego tytułu króla i apanażu. Skazano na śmierć około 200 ludzi, którzy przybyli wraz z nim z Changyi na dwór cesarski. W roku 63 p.n.e. cesarz Xuandi nadał Liu He tytuł markiza (hou) Haihun, wraz z odpowiednim apanażem. Liu He zmarł w 59 p.n.e.

## Odkrycie grobowca
W 2011 rozpoczęto badania ratunkowe na stanowisku archeologicznym położonym na wzgórzu w pobliżu Nanchang, które okazało się kryć pochówek Liu He. 
W ich trakcie odkryto zespół grobowy o powierzchni  46 tys. m², w skład którego wchodziło 8 grobowców. Znaleziono także osobne miejsca pochówku koni z rydwanami. Do odkrytego wyposażenia  należało 10 ton brązowych monet (około 2 miliony egzemplarzy) i 20 tysięcy innych przedmiotów ze złota, porcelany, laki, brązu, żelaza, w tym 285 dużych złotych monet i sztabek w kształcie kopyta, a także 20 złotych płytek o wymiarach 23x10 cm. Znaleziono także ponad 4 tysiące dokumentów, w różnym stanie zachowania.
Wstępne badania dostarczyły sześciu istotnych dowodów na to, że zespół grobowy należał do Lu He:
- znalezione listy od Liu He i jego żony do cesarza,
- 90 złotych przedmiotów odkrytych między zewnętrzną i wewnętrzną trumną głównego grobowca, oraz jadeitowa pieczęć, wszystkie z imieniem Liu He,
- oficjalne dokumenty dynastii Han znalezione na bambusowych paskach i drewnianych tabliczkach,
- monety z okresu, w którym żył Liu He,
- porcelana i ceramika w stylach wskazujących na epokę,  w której żył Liu He.

W toku dalszych badań, po przewiezieniu trumien do laboratorium i ich otwarciu, znaleziono kolejną pieczęć z imieniem Liu He, która rozstrzyga identyfikację. Wśród szczątków wielmoży znaleziono znaczną liczbę zębów. Badacze mają nadzieję, że badania DNA pozwolą ustalić przyczynę jego śmierci.
Są plany, aby wpisać cały zespół grobowy na Listę Światowego Dziedzictwa UNESCO.